# Taipei Women's Championships 1988
Taipei Women's Championships 1988 — жіночий тенісний турнір, що проходив на закритих кортах з килимовим покриттям у Тайбеї (Республіка Китай). Належав до турнірів 1-ї категорії в рамках Світової чемпіонської серії Вірджинії Слімс 1988. Відбувсь утретє і тривав з 18 до 24 квітня 1988 року. Третя сіяна Стефані Реге здобула титул в одиночному розряді.

## Фінальна частина

### Одиночний розряд
Стефані Реге —  Бренда Шульц 6–4, 6–4
- Для Реге це був 1-й титул в одиночному розряді за сезон і 4-й — за кар'єру.

### Парний розряд
Патті Фендік /  Енн Гендрікссон —  Белінда Кордвелл /  Джулі Річардсон 6–2, 2–6, 6–2
- Для Фендік це був 5-й титул за сезон і 5-й — за кар'єру. Для Гендрікссон це був 2-й титул за сезон і 2-й - за кар'єру.